# 화순 운주사 와형석조여래불
화순 운주사 와형석조여래불(和順 雲住寺 臥形石造如來佛)은 대한민국 전라남도 화순군 용강리 및 대초리 일대에 있는 고려시대의 와형불상이다. 2005년 7월 13일 전라남도의 유형문화재 제273호로 지정되었다.

## 참고 문헌
- 화순운주사와형석조여래불 - 국가유산청 국가유산포털